# Triángulo medial

El triángulo rojo es el triángulo medial del negro. Los vértices del triángulo rojo coinciden con los puntos medios de los lados del triángulo negro.

El triángulo medial o triángulo medio de un triángulo ABC es el que tiene sus vértices situados en los puntos medios de los lados AB, AC y BC del triángulo dado. Es el caso para n = 3 del polígono medial de un polígono con n lados. El triángulo medial no es lo mismo que el triángulo mediano, que es el triángulo cuyos lados tienen las mismas longitudes que las medianas de ABC.
Cada lado del triángulo medial se llama segmento medio (o línea media). En general, un segmento medio de un triángulo es un tramo de recta que une los puntos medios de dos lados del triángulo. Es paralelo al tercer lado y tiene una longitud igual a la mitad de la longitud del tercer lado.

## Propiedades
- El triángulo medial también se puede ver como la imagen del triángulo ABC transformada por una homotecia centrada en el centroide con relación -1/2. Por lo tanto, los lados del triángulo medial son la mitad y paralelos a los lados correspondientes del triángulo ABC. En consecuencia, el triángulo medial es inversamente semejante y comparte el mismo centroide y medianas que el triángulo ABC.

- También se deduce de esto que el perímetro del triángulo medial es igual al semiperímetro del triángulo ABC, y que el área es un cuarto del área del triángulo ABC. Además, los cuatro triángulos en los que el triángulo original está subdividido por el triángulo medial son todos congruentes entre sí por tener los tres lados iguales, por lo que sus áreas son iguales y, por lo tanto, el área de cada uno es 1/4 del área del triángulo original.[1]: p.177

- El ortocentro del triángulo medial coincide con el circuncentro del triángulo ABC. Este hecho proporciona una herramienta para probar la colinealidad del circuncentro, del centroide y del ortocentro. El triángulo medial es el triángulo podal del circuncentro. La circunferencia de los nueve puntos circunscribe al triángulo medial, por lo que el centro de la circunferencia de nueve puntos es el circuncentro del triángulo medial.

- El punto de Nagel del triángulo medial es el incentro de su triángulo de referencia.[2]: p.161, Thm.337

- El triángulo medial de un triángulo de referencia es congruente con el triángulo cuyos vértices son los puntos medios entre el ortocentro del triángulo de referencia y sus vértices.[2]: p.103, #206, p.108, #1

- El incentro de un triángulo se encuentra en su triángulo medial.[3]: p.233, Lemma 1

- Un punto en el interior de un triángulo es el centro de una inelipse del triángulo si y solo si el punto se encuentra en el interior del triángulo medial.[4]: p.139

- El triángulo medial es el único triángulo inscrito para el que ninguno de los otros tres triángulos interiores tiene un área más pequeña.[5]: p. 137

## Coordenadas
Sean a = | BC |, b = | CA |, c = | AB | las longitudes de los lados del triángulo ABC. Las coordenadas trilineales de los vértices del triángulo medial vienen dadas por
- X = 0 : 1/b : 1/c
- Y = 1/a : 0 : 1/c
- Z = 1/a : 1/b : 0

## Triángulo anticomplementario
Si XYZ es el triángulo medial de ABC, entonces ABC es el triángulo anticomplementario o el triángulo antimedial de XYZ. El triángulo anticomplementario de ABC está formado por tres líneas paralelas a los lados de ABC: el paralelo a AB por C, el paralelo a AC a través de B, y el paralelo a BC a A.
Las coordenadas trilineales para los vértices del triángulo anticomplementario, X'Y'Z', vienen dadas por
- X'= -1/a : 1/b : 1/c
- Y'= 1/a : -1/b : 1/c
- Z'= 1/a : 1/b : -1/c

El nombre de triángulo anticomplementario corresponde al hecho de que las coordenadas trilineales de sus vértices son las anticomplementarias de las de los vértices A, B, C del triángulo de referencia. A su vez, los vértices del triángulo medial son los complementarios de A, B, C.